# Niños Verdes de Woolpit

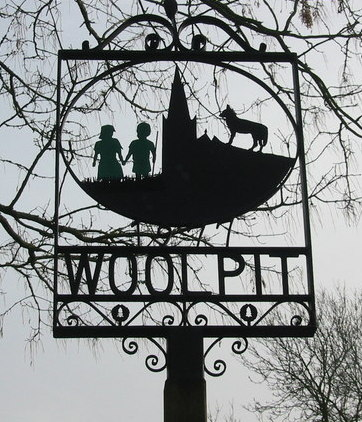
Cartel de entrada al pueblo que hace alusión a la leyenda de los dos niños verdes de Woolpit.

Los niños verdes de Woolpit es una leyenda que narra la supuesta historia de dos hermanos que tenían la piel verde, aparecieron en el pueblo de Woolpit, Inglaterra, hacia el año de 1100. Hablaban en un idioma ininteligible y solo comían verduras verdes. El niño murió a una temprana edad, pero la niña empezó a alimentarse con comida de consumo local y perdió su tono verde. Aprendió el idioma, por lo que pudo hablar sobre su vida y, según ella, en su mundo todas las personas eran verdes.

## Leyenda

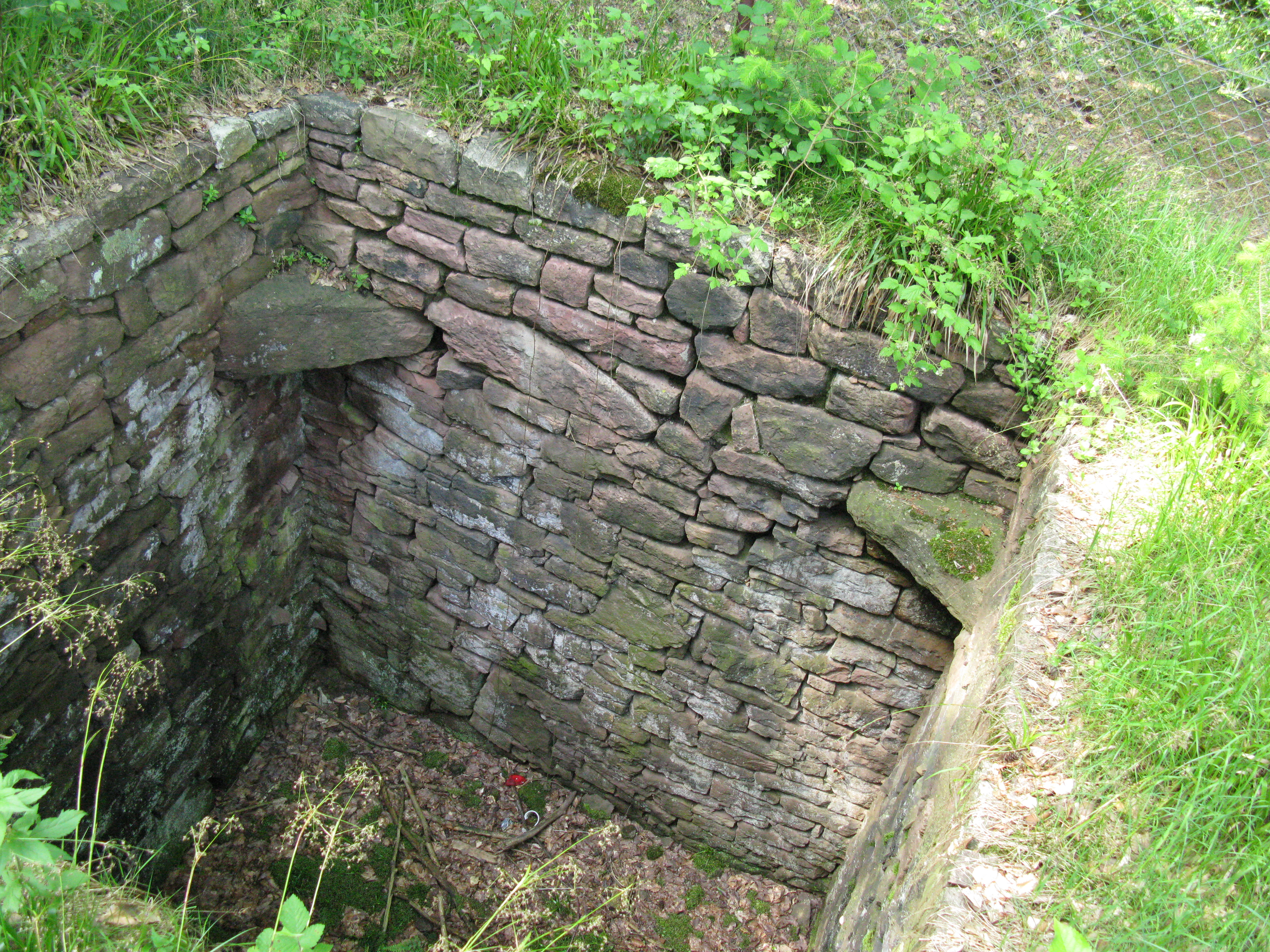
Un Trapping Pit o en español Agujeros de Lobo. Cerca de uno de estos se encontró a los dos niños.

Según William de Newburgh, el suceso tuvo lugar un día durante la época de la cosecha, durante el reinado del rey Esteban. Los aldeanos de Woolpit descubrieron dos niños, un hermano y una hermana, al lado de uno de los pozos de lobo (agujeros que se hacían para que los lobos sucumbieran y no acabaran con el ganado). Su piel era de color verde, y hablaban en una lengua desconocida. Su ropa estaba hecha de forma rudimentaria, como si llevaran puesto unas camisolas rústicas. Ralph de Coggeshall, el otro de los dos escritores junto con William de Newburgh que transmitieron la historia, informa que los niños fueron llevados a la casa de Richard de Calne, uno de los vecinos del pueblo. 
Ralph y William están de acuerdo en que los dos niños se negaron a consumir alimentos durante varios días hasta que se encontraron con algunas habas crudas, que consumieron con avidez. Los niños se adaptaron gradualmente a una alimentación normal y con el tiempo perdieron su color verde. El chico, que parecía ser el más joven de los dos, murió poco después de que él y su hermana fueran bautizados.
Después de aprender a hablar inglés explicaron, Ralph dice que solo la niña sobreviviente, que venían de una tierra donde el sol nunca brillaba y la luz era como el crepúsculo. William dice que los niños llaman a su hogar La Tierra de San Martín; Ralph añade que todo lo que había allí era verde. Según William, los niños fueron incapaces de dar cuenta de su llegada a Woolpit; habían estado pastoreando el ganado de su padre cuando oyeron un ruido fuerte (según el narrador, las campanas de Bury St. Edmund's) y se encontraron de repente en el hoyo de lobo donde fueron encontrados. Ralph dice que los niños se habían perdido cuando siguieron el ganado a una cueva, y guiados por el sonido de las campanas, emergieron al mundo inglés.
Según Ralph, la chica trabajó durante muchos años como sirvienta en la casa de Richard de Calne (o de Caine). William añade que ella finalmente se casó con un hombre de King's Lynn, al este de Woolpit, donde se trasladó a vivir. Una investigación llevada a cabo por el astrónomo y escritor Duncan Lunan, ha llegado a la conclusión de que la chica se le dio el nombre de "Agnes" y que se casó con el funcionario real Richard Barre, con el que tuvo al menos un hijo.

## Explicaciones
Algunos médicos sugieren que posiblemente los niños padecían clorosis, una rara enfermedad anémica que se caracteriza por un tinte verdoso en la piel. Aun así, la teoría no está del todo aceptada.
Respecto al idioma ininteligible que hablaban los dos niños, algunos sugieren que es el dialecto flamenco, hablado en el norte de Bélgica y en el sur de los Países Bajos. Esta explicación es rechazada ya que en el siglo XII había importantes rutas marítimas entre Gran Bretaña y el continente, por lo que a través del pueblo de Woolpit pasaban personas que hablaban ese idioma, por lo que es imposible que los propios aldeanos de Woolpit no reconocieran ese idioma.
Otra explicación dice ser que pertenecían a una pequeña tribu britona que se escondían en cavernas y que mantenían su idioma, por lo que hablarían una evolución lingüística de los idiomas célticos, que para esa época sería muy difícil en esa zona de Inglaterra alguien pudiera entender.

## Cultura popular
La historia es narrada en dos obras: Historia rerum Anglicarum (del año 1189), de William de Newburgh, y Chronicum Anglicanum (1220), de Ralph de Coggeshall. William Camden, en su Britannia de  1586 cita también el suceso, al igual que Francis Godwin en su novela The Man in the Moone de 1638. Aun así, la leyenda cobró importancia en la cultura popular del siglo XX cuando se publicó en 1935 el libro The Green Child de Herbert Read.